# Mylothris mavunda
Mylothris mavunda är en fjärilsart som beskrevs av Albany Hancock och Heath 1985. Mylothris mavunda ingår i släktet Mylothris och familjen vitfjärilar. Inga underarter finns listade i Catalogue of Life.